# Felipe Evans
Felipe Evans (Mohmouthshire, Gales, 1645; Cardiff, Gales, 22 de julio de 1679) fue un santo y mártir jesuita y considerado como uno de los Cuarenta mártires de Inglaterra y Gales.
Se educó en el Colegio Inglés jesuita de Saint Omer en Flandes. Ingresa a la Compañía de Jesús a los veinte años. Se le ordena sacerdote en Lieja en 1675.
De regreso a Inglaterra y Gales, dio misa a escondidas en Abergavenny, así como en el valle de Glamargan. En 1678 se le puso a su cabeza una recompensa de 200 libras esterlinas. El 2 de diciembre de 1678 fue detenido por Richard Basett gracias a una delación. Muere ahorcado luego de un juicio el 22 de julio de 1679 junto con el sacerdote diocesano Lloyd.
Fue canonizado el 25 de octubre de 1970.
- Datos: Q2884061